# Ruedi Schmid (Künstler)
Ruedi Schmid (* 19. Februar 1931 in Basel; † 2. Oktober 2021 ebenda) war ein Schweizer Bildhauer und Maler.

## Leben und Werk
Ruedi Schmid war ein Sohn des Bildhauers Hans Schmid und erlernte bei seinem Vater den Beruf eines Steinmetzen. Zudem absolvierte eine vierjährige Ausbildung an der Allgemeinen Gewerbeschule Basel. Seine Lehrer waren u. a. Emil Knöll, Walter Bodmer, Hans Weidmann und Albrecht Mayer. Der in Basel lebende Flachmaler und Maler Benedetto Ghisalba brachte ihn zur Malerei. Schmid malte ausschliesslich Stillleben und Landschaften. Seine Werke stellte er regelmässig in den Basler Weihnachtsaustellungen in der Kunsthalle Basel aus. Überdies betätigte er sich als Glasmaler.
Wie viele Basler Kunstschaffende gestaltete er von 1955 bis 1977 im Larvenatelier Tschudin Künstlerlarven für die Basler Fasnacht. So modellierte er rund 1000 Modelle und beeinflusste so massgeblich die Entwicklung der Basler Larve seit den frühen 1960er-Jahren.